# Julie Gerberding

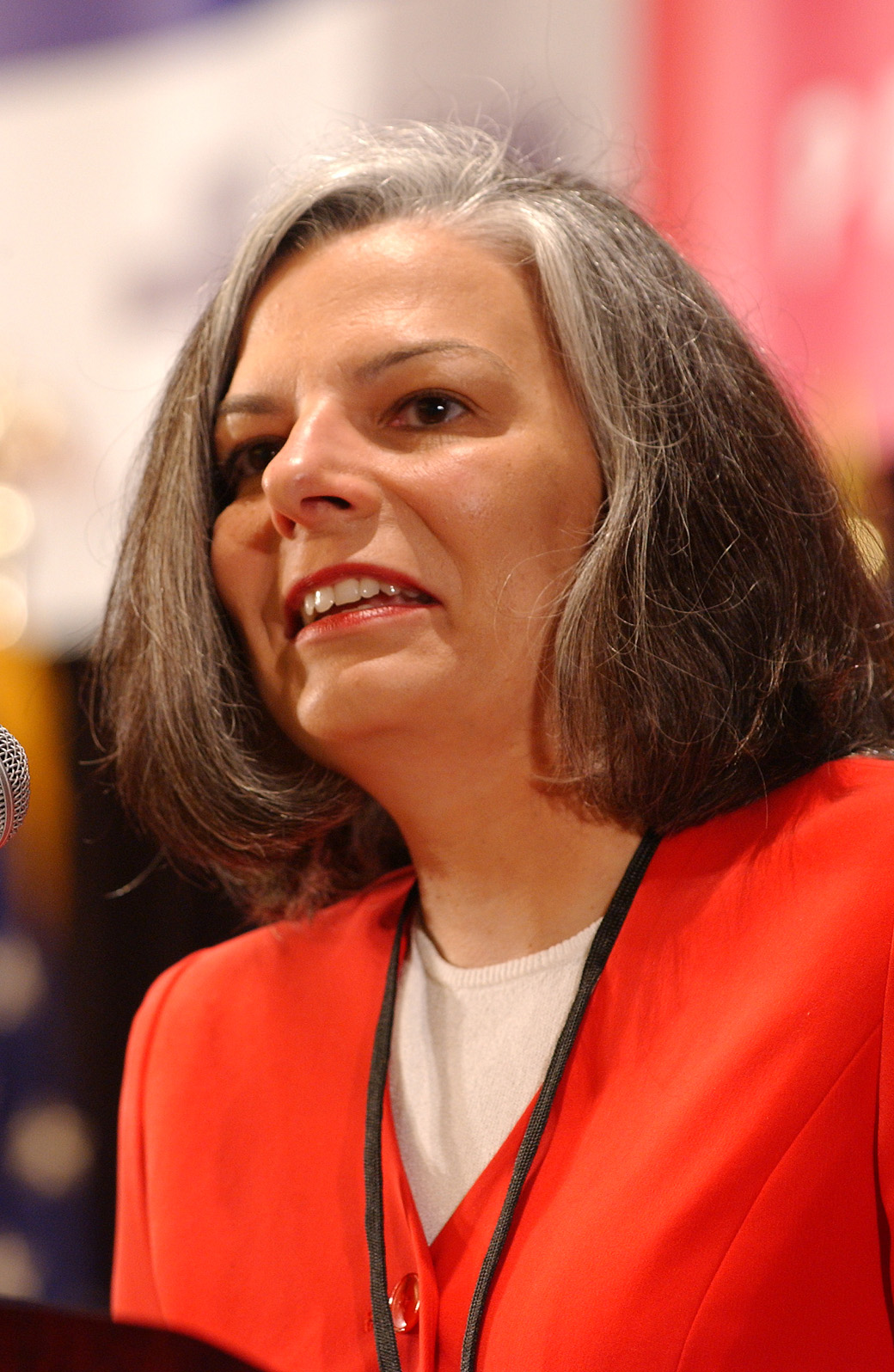
Julie Gerberding (2003)

Julie Louise Gerberding (* 22. August 1955 in Estelline, South Dakota) ist eine US-amerikanische Hochschullehrerin und Expertin für Infektionskrankheiten. Sie war von 2002 bis 2009 Direktorin der zum US-Gesundheitsministerium gehörenden Centers for Disease Control and Prevention (CDC) sowie Administratorin der Agency for Toxic Substances and Disease Registry (ATSDR).

## Leben und Wirken
Gerberding erwarb ihren Bachelor in Chemie und Biologie sowie einen M.D. an der Case Western Reserve University in Cleveland, Ohio. Anschließend absolvierte sie ihr Praktikum und ihre Assistenzzeit im Fachbereich Innere Medizin am San Francisco General Hospital, wo sie auch als Chefärztin tätig war, bevor sie ein Forschungsstipendium für Klinische Pharmakologie und Infektionskrankheiten an der University of California in San Francisco (UCSF) durchführte. Sie erwarb 1990 einen Master of Public Health an der University of California in Berkeley.
Ihre 1984 begonnenen Forschungen am San Francisco General Hospital setzte sie bis 1998 fort. Sie war Fakultätsmitglied an der University of California in San Francisco und leitete das Prevention Epicenter, ein multidisziplinäres Forschungs-, Schulungs- und klinisches Serviceprogramm, das sich auf die Vorbeugung von Infektionen bei Patienten und ihren Leistungserbringern im Gesundheitswesen konzentrierte.
Gerberding war stellvertretende Direktorin des Nationalen Zentrums für Infektionskrankheiten (NCID), wo sie eine führende Rolle bei der Reaktion der CDC auf die Anthrax-Bioterrorismus-Anschläge von 2001 spielte. 1998 wurde sie Direktorin des CDC der Abteilung für Qualitätsförderung im Gesundheitswesen. Hier entwickelte sie Initiativen zur Patientensicherheit und andere Programme zur Vorbeugung von Infektionen, Antibiotikaresistenz und medizinischen Fehlern im Gesundheitswesen.
2002 wurde sie Direktorin der CDC und Administratorin der Agency for Toxic Substances and Disease Registry (ATSDR). Im Jahr 2009 folgte ihr Tom Frieden als CDC-Direktor.
Gerberding ist klinische Professorin für Medizin (Infektionskrankheiten) an der Emory University und außerordentliche Professorin für Medizin (Infektionskrankheiten) an der University of California, San Francisco.
2010 übernahm sie eine Position bei Merck & Co. als Direktorin der Impfstoffabteilung und ist maßgeblich für die weltweite Vermarktung von Impfstoffen des Unternehmens zuständig.
Seit 2014 ist Gerberding als Executive Vice President und Chief Patient Officer bei Merck & Co., Inc., unter anderem für die globale Strategie, Kommunikation, Patientenengagement und das soziale Engagement des Unternehmens verantwortlich.

## Mitgliedschaften
Gerberding ist u. a. Mitglied der Phi Beta Kappa, der Alpha Omega Alpha (Gesellschaft für medizinische Ehre), der American Society for Clinical Investigation (ASCI), des American College of Physicians, der Infectious Diseases Society of America, American Epidemiology Society, der National Academy of Public Administration und des Institute of Medicine.